# Hydrocotyle ribifolia
Hydrocotyle ribifolia är en växtart i släktet Hydrocotyle och familjen araliaväxter.
Arten är en perenn ört som förekommer i Costa Rica och Panama. Den beskrevs av Joseph Nelson Rose och Paul Carpenter Standley 1927.